# Tachina sinerea
Tachina sinerea är en tvåvingeart som beskrevs av Chao 1962. Tachina sinerea ingår i släktet Tachina och familjen parasitflugor. Inga underarter finns listade i Catalogue of Life.